# آب‌باریک (سبزوار)
آب باریک، روستایی است از توابع بخش مرکزی شهرستان سبزوار استان خراسان رضوی ایران.
از جمله مکان‌های دیدنی و خاطره انگیز روستای آبباریک مکانی به نام "کایدرسی" می‌باشد. طبق سنتی دیرینه اهالی روستا در روز 13 فروردین همگی به پای کوهی به نام "می شوو" جمع می‌شوند.

## جمعیت
این روستا در دهستان رباط قرار داشته و بر اساس سرشماری سال ۱۳۸۵ جمعیت آن ۴۳ نفر (۱۳ خانوار)
بوده‌است.